# 奧爾巴尼 (明尼蘇達州)
奧爾巴尼（英語：Albany，/ˈɔːlbəni/ AWL-bə-nee）是一個位於美國明尼蘇達州斯特恩斯縣的城市。

## 人口
根據2020年美國人口普查的數據，奧爾巴尼的面積為5.92平方千米，當中陸地面積為5.63平方千米，而水域面積為0.29平方千米。當地共有人口2780人，而人口密度為每平方千米470人。